# Lena Hohlfeld
Lena Hohlfeld (* 2. Dezember 1980 in Ost-Berlin) ist eine ehemalige deutsche Fußballspielerin.

## Karriere
Hohlfeld wurde in Ost-Berlin geboren und wuchs in der brandenburgischen Ortschaft Caputh auf. Sie durchlief mehrere Jugendmannschaften des 1. FFC Turbine Potsdam. Zwischen 1999 und 2004 absolvierte sie 13 Bundesligaspiele, kam aber nie über die Rolle der Reservetorhüterin hinaus. Nachdem Hohlfeld 2004 mit Turbine die deutsche Meisterschaft und den DFB-Pokal gewonnen hatte, wechselte sie zum polnischen Erstligisten KS AZS Wrocław. Dort gewann sie 2005 und 2006 die Meisterschaft. Nach zwei Jahren in Polen wechselte sie zum FCR 2001 Duisburg, mit dem sie 2007 das Pokalfinale erreichte. Nachdem Kathrin Längert während der regulären Spielzeit im Tor gestanden war, wechselte der damalige Duisburger Trainer Thomas Obliers zum Elfmeterschießen überraschend Hohlfeld ein, die die Niederlage jedoch nicht verhindern konnte. 2008 wechselte Hohlfeld zum Zweitligisten SG Wattenscheid 09, ehe sie nach nur einer Saison nach Potsdam zurückkehrte. Im Jahre 2011 beendete sie ihre Karriere.

## Erfolge
- Champions-League-Siegerin: 2010
- Deutscher Meister 2004, 2010, 2011
- Polnischer Meister 2005, 2006
- DFB-Pokalsieger 2004